# Aldonça Mendes
Aldonça Mendes (?-depois de setembro de 942) foi membra da mais alta nobreza do noroeste da Península Ibérica dos séculos IX e X.

## Relações Familiares
Aldonça Mendes era filha do conde de Portucale e de Coimbra, Hermenegildo Guterres, e de sua esposa, Ermesenda Gatones. Esta última era, por sua vez, filha de Gatón de Biezo, conde de  O Biezo e de Astorga, possível filho de Ramiro I das Astúrias.
Era irmã de, entre outros, Árias Mendes, conde de Coimbra, Gudilona Mendes, esposa de Lucídio Vimaranes, conde de Portucale, e Elvira Mendes, rainha consorte de Leão pelo seu casamento com Ordonho II de Leão.

## Matrimónio e Descendência
Casou com o seu primo de primeiro grau Guterre Ozores de Coimbra, filho do seu tio paterno Osório Guterres.
Deste casamento, nasceram:
- Suero Guterres, conde, casado com Gonzina (m. depois de julho de 991);
- Rodrigo Guterres de Coimbra (m. depois de 992), conde;
- Osório Guterres, o Santo (m. depois de 969), fundador do Mosteiro de Vilanova de Lourenzá, o esposo de Urraca Nunes;
- Froila Guterres (m. depois de 941), conde, casado com Flámula;
- Gontrodo Guterres (m. depois de maio de 959), abadessa no mosteiro de San Martinho de Pazó;

- Ausenda Guterres (m. depois de janeiro de 941) casada antes de 925 com o seu primo de primeiro grau, Ramiro II de Leão (filho de Ordonho II de Leão e de Elvira Mendes, sua tia materna). Deste casamento, nasceram: 
  - Bermudo Ramires de Leão, falecido em criança;
  - Ordonho III de Leão;
  - Teresa Ramires de Leão, rainha consorte de Pamplona pelo seu casamento com Garcia Sanches I de Pamplona.

- Elvira Guterres, monja;
- Munio Guterres, conde;
- Ermesenda Guterres, a esposa de Ordonho Velasques, filho do conde Velasco Rodrigues.